# Långholmen
Långholmen ist eine Insel und ein Stadtteil im zentralen Stockholm, gelegen zwischen Kungsholmen im Norden und Södermalm im Süden.
Der Stadtteil Långholmen wurde 1906 gebildet, das Landareal beträgt 36 Hektar, 1997 gab es dort 139 Einwohner. Die Insel Långholmen (wörtlich übersetzt: lange Insel) ist 1380 Meter lang und 405 Meter breit. Über die Insel erstreckt sich eine gewaltige Bogenbrücke aus Stahl, die Västerbron von 1935. Auf die Insel führt von Södemalm aus die Långholmsbron.
Långholmen hatte lange einen sehr schlechten Ruf, beherbergte es doch seit 1880 das Zentralgefängnis Långholmen. Hier wurde am 23. November 1910 Alfred Ander als letzter Mensch in Schweden hingerichtet. 1975 wurde das Gefängnis für immer geschlossen. Aber der Ausdruck „skaka galler på Långholmen“ (ungefähr: Gitter schütteln auf Långholmen) existiert noch heute. 
Teile des alten Gefängnisses sind abgerissen, und in den verbliebenen Gebäuden befinden sich eine Volkshochschule, Restaurants, eine Jugendherberge und ein Hotel. Im ehemaligen, eingezäunten Rasthof der Gefangenen liegt ein Café. Um die Insel führt ein Wanderweg, der an seiner Ostseite einen wunderbaren Blick über den Riddarfjärden auf Stockholm bietet. An milden Sommertagen halten sich hier die Stockholmer gerne bei Picknick und Bad auf.
Am 8. August 1993 stürzte der Prototyp des Saab JAS 39 Gripen bei einer Flugvorführung vor den Augen tausender Zuschauer neben der Brücke Västerbron auf Långholmen ab. Der Pilot konnte sich mit dem Schleudersitz retten, und niemand kam ernsthaft zu Schaden.
Am Platz des Absturzes wurde 1994 die Skulptur einer stürzenden Papierschwalbe aus Edelstahl des Künstlers Thomas Qvarsebo errichtet.